# Sterling Price
Sterling Price (20 de septiembre de 1809 - 29 de septiembre de 1867) fue un político y militar estadounidense, abogado en Misuri y activo en la Intervención estadounidense en México y, también durante la Guerra Civil Norteamericana, dónde fue uno de los principales Generales de la Confederación. Encabezó un ejército de regreso a Misuri en 1864 en una expedición fallida para recuperar el estado para la Confederación. Tomó sus tropas restantes a México al final de la guerra en lugar de rendirse al ejército de la Unión.

## Primeros años y carrera
Price nació cerca de Farmville, en el Condado Príncipe Eduardo, Virginia. Completó sus estudios de preparatoria y asistió al Hampden-Sydney College, donde estudió leyes y trabajó en la corte cercana a su hogar. Fue admitido en el colegio de abogados y estableció su bufete jurídico en el mismo estado. En el otoño de 1831, él y su familia se cambiaron a Fayette, Misuri. Un año después, se cambió a Keytesville, Misuri, administrando un hotel y una tienda. El 14 de mayo de 1833, se casó con Martha Head. Tuvieron siete hijos, cinco de los cuales sobrevivirían la edad adulta. Price fue miembro de la Legislatura de Misuri de 1840 a 1844, sirviendo como portavoz de la misma. Fue elegido como demócrata al vigésimo noveno Congreso de los Estados Unidos sirviendo del 4 de marzo de 1845 al 12 de agosto de 1846, cuando renunció para participar en la Intervención estadounidense en México en México.

## Invasión a México
Fue nombrado Coronel del Segundo Regimiento de Voluntarios de Caballería Montada de Misuri el 12 de agosto de 1846. Marchó con su regimiento a Santa Fe, donde asumió el comando del Territorio de Nuevo México después de que el general Stephen Kearny salió para California. Price sirvió como Gobernador Militar de Nuevo México donde terminó con la revuelta de Taos, una sublevación de indígenas y mexicanos en enero de 1847. El presidente James K. Polk lo promovió a General Brigadier del Cuerpo de Voluntarios el 20 de julio de 1847.
Price comandaba el Ejército del Oeste durante la Batalla de Santa Cruz de Rosales, en Chihuahua el 16 de marzo de 1848. La batalla se inició cuando recibió reportes falsos de un avance mexicano hacia Nuevo México. La batalla tuvo lugar después de que el Tratado de Guadalupe Hidalgo fue ratificado por los Estados Unidos el 10 de marzo. Después de la guerra, fue liberado de su servicio honorablemente el 25 de noviembre de 1848, regresando a Misuri, dónde estableció una plantación para el cultivo del tabaco en la pradera de Bowling Green. Siempre popular con las masas, fue elegido fácilmente como gobernador de Misuri, permaneciendo en el cargo de 1853 a 1857. Fue instrumental en la expansión de los ferrocarriles en el estado. Al final de su cargo, fue nombrado Comisario del Banco del Estado de 1857 a 1861. Fue elegido presidente de la delegación a la Convención estatal de Misuri del 28 de febrero de 1861, que se opuso a la secesión.

## La Guerra Civil

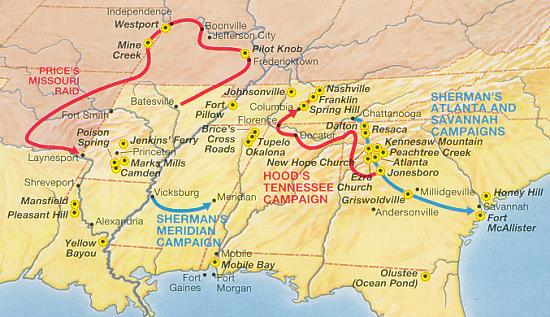
Operaciones en la guerra civil estadounidense, 1864.

Price se oponía inicialmente a la secesión de Misuri. Sin embargo cambió de opinión cuando Francis P. Blair, Jr. y el General Brigadier Nathaniel Lyon ocuparon el Campo Jackson de la Milicia Estatal en San Luis, Misuri. Fue designado por el gobernador Claiborne Fox Jackson para encabezar la recién formada Guardia Estatal de Misuri en mayo de 1861. Marchó con sus jóvenes reclutas en una campaña para asegurar que el suroeste de Misuri permaneciera en la confederación.
Después sirvió en el Ejército de los Estados Confederados como mayor general después de unir su Guardia Estatal de Misuri con el Ejército del Oeste. Entre sus principales batallas se encuentran las siguientes :Batalla de Wilson's Creek, Misuri, la batalla de Pea Ridge, Arkansas, la segunda batalla de Corinth, Misisipi, la batalla de Helena, Arkansas, la segunda batalla de Lexington, Misuri, la batalla de Carthage, Misuri, la batalla de Prairie D'Ane, Arkansas, la batalla de Pilot Knob, Misuri, la batalla de Westport, Misuri, y la batalla de Mine Creek, Kansas. Aunque fiel a la causa sudista; veía las operaciones militares desde el punto de vista de liberar a Misuri. La mayoría de sus últimas batallas terminaron en derrotas.
El comandó la llamada Incursión de Price en Misuri de 1864 durante el cual llevó a su ejército de antiguos Guardias Estatales de Misuri fuera de Arkansas hacia dentro de Misuri. Su primer combate mayor ocurrió en Pilot Knob, donde fracasó en la captura del Fuerte Davidson, causando el sacrificio innecesario de muchos de sus hombres. Price giró hacia el oeste, alejandóse de su objetivo de San Luis hacia Kansas City. Justo al suroeste de la ciudad, Price se encerró entre dos ejércitos federales y fue forzado a combatir. Al final de 1864, Price libró batalla en Westport (hoy parte de Kansas City). Perdió, y fue forzado a regresar a Kansas. Más tarde en 1864, otra vez, Price fue forzado a luchar, y otra vez perdió en Mine Creek, Kansas. Se mantuvo retirada permanente hasta llegar a Texas.
En lugar de rendirse, llevó a lo que quedaba de su ejército dentro de México, en el exilio, buscando servir para el Emperador Maximiliano I. Price encabezó la colonia confederada en Carlota, Veracruz. Cuando esta resultó ser un fracaso, regresó a Misuri, empobrecido y con mala salud. Murió en San Luis, Misuri, y fue sepultado en el Bellefontaine Cemetery.

## Conmemoraciones
- Campo Sterling Price #145, Hijos de los Veteranos Confederados en San Luis fue nombrado en su honor.
- Durante la Guerra Civil, un vapor de río construido en Cincinnati, Ohio en 1856 como el Laurent Millaudon fue tomado para el servicio Confederado y renombrado como el CSS General Sterling Price. Fue hundido durante la batalla de Memphis, levantado, reparado, y sirvió en la Marina de la Unión bajo el nombre USS General Price aunque se le seguía refiriendo como "General Sterling Price" en despachos de la Unión.
- Hay una estatua de Price en Keytesville, Misuri, y un Museo Sterling Price.
- Otro monumento a Price está en el Cementerio Nacional de Springfield (Springfield, Misuri). Edificado el 10 de agosto de 1901

## En la cultura popular
En la película de 1969 True Grit, el personaje principal, Rooster Cogburn (interpretado por John Wayne), tiene un gato llamado General Sterling Price.